# Llista de monuments del Bages
Llista de monuments del Bages inclosos en l'Inventari del Patrimoni Arquitectònic Català per la comarca del Bages. Inclou els inscrits en el Registre de Béns Culturals d'Interès Nacional (BCIN) amb la classificació de monuments històrics, els Béns Culturals d'Interès Local (BCIL) de caràcter immoble i la resta de béns arquitectònics integrants del patrimoni cultural català.

## Aguilar de Segarra
Vegeu la llista de monuments d'Aguilar de Segarra

## Artés
Vegeu la llista de monuments d'Artés

## Avinyó
Vegeu la llista de monuments d'Avinyó

## Balsareny
Vegeu la llista de monuments de Balsareny

## Callús
| Monument                                   | Protecció   | Estil/època              | Localització                                                                                 | Coordenades                                           | Codi?         | Imatge |
| ------------------------------------------ | ----------- | ------------------------ | -------------------------------------------------------------------------------------------- | ----------------------------------------------------- | ------------- | --- |
| Castell de Callús, o Castell de Gotmar     | BCIN 584-MH | Medieval                 | Callús Camí del Cortès o del Cementiri. En un petit turó darrera l'església de Sant Sadurní. | 41° 47′ 39″ N, 1° 46′ 46″ E / 41.794167°N,1.779444°E  | RI-51-0005227 | Castell de Callús · Vegeu més fotos d'aquest monument · Carregueu una nova foto d'aquest monument                              |
| Església vella de Sant Sadurní de Callús   |             | Neoclassicisme XIX Inici | Callús Prop del Castell de Callús                                                            | 41° 47′ 41″ N, 1° 46′ 50″ E / 41.794680°N,1.780567°E  | IPA-16338     | Església vella de Sant Sadurní de Callús · Vegeu més fotos d'aquest monument · Carregueu una nova foto d'aquest monument       |
| Església parroquial de Sant Sadurní        |             | Historicisme XX (1936)   | Callús C. Josep Puigbó, 8                                                                    | 41° 46′ 59″ N, 1° 47′ 03″ E / 41.783136°N,1.784215°E  | IPA-16339     | Església parroquial de Sant Sadurní (Callús) · Vegeu més fotos d'aquest monument · Carregueu una nova foto d'aquest monument   |
| Barraca de vinya                           |             | Obra popular XIX-XX      | Callús Ctra. Manresa-Cardona, km 8, a 200 m de Cal Magra                                     | 41° 46′ 59″ N, 1° 47′ 35″ E / 41.783067°N,1.793049°E  | IPA-16340     | Barraca de vinya (Callús) · Vegeu més fotos d'aquest monument · Carregueu una nova foto d'aquest monument                      |
| Capella de Santa Maria de Viladelleva      |             | Romànic XIII             | Callús Camí de Viladelleva, prop dels masos Viladelleva i Ferrer                             | 41° 49′ 14″ N, 1° 47′ 58″ E / 41.8206553°N,1.799436°E | IPA-16343     | Capella de Santa Maria de Viladelleva (Callús) · Vegeu més fotos d'aquest monument · Carregueu una nova foto d'aquest monument |
| Tines de Can Candela, conjunt de set tines |             | Obra popular XVIII-XIX   | Callús Al costat del mas Cal Candela                                                         | 41° 48′ 35″ N, 1° 47′ 26″ E / 41.809602°N,1.790673°E  | IPA-16344     | Carregueu una nova foto d'aquest monument                                                                                      |
| Cal Ferrer de Viladelleva                  | BCIL 2000   |                          | Callús Camí de Viladelleva                                                                   | 41° 49′ 10″ N, 1° 48′ 02″ E / 41.819369°N,1.800495°E  | IPA-19778     | Cal Ferrer de Viladelleva (Callús) · Vegeu més fotos d'aquest monument · Carregueu una nova foto d'aquest monument             |
| Masia de Can Gras                          |             | Obra popular XX (1905)   | Callús Camí de Cal Gras Vell                                                                 | 41° 48′ 26″ N, 1° 46′ 51″ E / 41.807284°N,1.780966°E  | IPA-16341     | Masia de Can Gras (Callús) · Vegeu més fotos d'aquest monument · Carregueu una nova foto d'aquest monument                     |

## Cardona
Vegeu la llista de monuments de Cardona

## Castellbell i el Vilar
| Monument                                           | Protecció   | Estil/època                | Localització                                                                                            | Coordenades                                          | Codi?         | Imatge |
| -------------------------------------------------- | ----------- | -------------------------- | --- | ---------------------------------------------------- | ------------- | --- |
| Castell de Castellbell                             | BCIN 633-MH | Gòtic XIV-XV               | Castellbell i el Vilar                                                                                  | 41° 38′ 33″ N, 1° 51′ 30″ E / 41.642466°N,1.858321°E | RI-51-0005244 | Castell de Castellbell (Castellbell i el Vilar) · Vegeu més fotos d'aquest monument · Carregueu una nova foto d'aquest monument                            |
| Església de la Sagrada Família de la Bauma         | BCIL 2008   | Modernisme XX              | Castellbell i el Vilar Bauma, 17                                                                        | 41° 37′ 21″ N, 1° 52′ 00″ E / 41.622632°N,1.866673°E | IPA-16382     | Església de la Sagrada Família de la Bauma (Castellbell i el Vilar) · Vegeu més fotos d'aquest monument · Carregueu una nova foto d'aquest monument        |
| Església de Sant Jaume de Marganell                |             | Romànic XII                | Castellbell i el Vilar Km. 4 cap a Sant Cristòfol i Mas Enric trencall a mà dreta                       | 41° 38′ 54″ N, 1° 48′ 23″ E / 41.648281°N,1.806447°E | IPA-16383     | Església de Sant Jaume de Marganell (Castellbell i el Vilar) · Vegeu més fotos d'aquest monument · Carregueu una nova foto d'aquest monument               |
| Sant Cristòfol de Castellbell                      |             | Romànic XI-XII, XVII       | Castellbell i el Vilar Barriada de Sant Cristòfol                                                       | 41° 38′ 19″ N, 1° 49′ 07″ E / 41.638696°N,1.818621°E | IPA-16384     | Església de Sant Cristòfol de Castellbell (Castellbell i el Vilar) · Vegeu més fotos d'aquest monument · Carregueu una nova foto d'aquest monument         |
| Església parroquial de Sant Vicenç de Castellbell  |             | Barroc XVII                | Castellbell i el Vilar                                                                                  | 41° 38′ 31″ N, 1° 51′ 42″ E / 41.641856°N,1.861616°E | IPA-16385     | Església parroquial de Sant Vicenç de Castellbell (Castellbell i el Vilar) · Vegeu més fotos d'aquest monument · Carregueu una nova foto d'aquest monument |
| Església de Santa Maria del Vilar                  | BCIL 1985   | Barroc, historicisme XVIII | Castellbell i el Vilar                                                                                  | 41° 38′ 02″ N, 1° 51′ 38″ E / 41.633757°N,1.860513°E | IPA-16386     | Església de Santa Maria del Vilar (Castellbell i el Vilar) · Vegeu més fotos d'aquest monument · Carregueu una nova foto d'aquest monument                 |
| El Pont Vell de Castellbell i el Vilar, pont gòtic | BCIL 2001   | XV                         | Castellbell i el Vilar Sobre el riu Llobregat. Sector septentrional del poble.                          | 41° 38′ 26″ N, 1° 51′ 24″ E / 41.640666°N,1.856558°E | IPA-16387     | El Pont Vell de Castellbell i el Vilar · Vegeu més fotos d'aquest monument · Carregueu una nova foto d'aquest monument                                     |
| Can Brunet                                         | BCIL 1985   | XIV, XIX                   | Castellbell i el Vilar Ctra. BV-1123, km 1, en direcció al Mas Enric, desviament a la dreta.            | 41° 38′ 50″ N, 1° 50′ 43″ E / 41.647330°N,1.845183°E | IPA-35019     | Carregueu una nova foto d'aquest monument |
| Can Grau, el Grau                                  | BCIL 1985   |                            | Castellbell i el Vilar Al km 40,5, al nord-est de l'autopista E-9 C16                                   | 41° 38′ 39″ N, 1° 52′ 26″ E / 41.644267°N,1.873769°E | IPA-35020     | Can Grau (Castellbell i el Vilar) · Vegeu més fotos d'aquest monument · Carregueu una nova foto d'aquest monument                                          |
| Can Viladoms de Baix                               | BCIL 1985   | XIV, XX                    | Castellbell i el Vilar Ctra. BV-1212 km 5,2                                                             | 41° 36′ 55″ N, 1° 53′ 17″ E / 41.615251°N,1.887931°E | IPA-35021     | Can Viladoms de Baix (Castellbell i el Vilar) · Vegeu més fotos d'aquest monument · Carregueu una nova foto d'aquest monument                              |
| Can Padró                                          | BCIL 1985   |                            | Castellbell i el Vilar A l'oest del peatge del km 42, de l'autopista E-9 C-16                           | 41° 39′ 08″ N, 1° 51′ 46″ E / 41.65215°N,1.86281°E   | IPA-35022     | Can Padró (Castellbell i el Vilar) · Vegeu més fotos d'aquest monument · Carregueu una nova foto d'aquest monument                                         |
| Torre Burés, Finca Burés                           | BCIL 1985   | Eclecticisme XIX-XX        | Castellbell i el Vilar Camí de la Torre Burés, a l'extrem nord del terme sobre un turó                  | 41° 38′ 49″ N, 1° 51′ 17″ E / 41.6469°N,1.85467°E    | IPA-35023     | Torre Burés (Castellbell i el Vilar) · Vegeu més fotos d'aquest monument · Carregueu una nova foto d'aquest monument                                       |
| Ca n'Abadals                                       | BCIL 1985   | XIV, XIX-XX                | Castellbell i el Vilar A l'altura del km 17 de la C-55, direcció Monistrol, a l'esquerra de l'autopista | 41° 38′ 06″ N, 1° 51′ 00″ E / 41.635106°N,1.850113°E | IPA-35024     | Carregueu una nova foto d'aquest monument |
| Cementiri de Castellbell i el Vilar                | BCIL 1985   | Eclecticisme XIX           | Castellbell i el Vilar Carretera de l'estació                                                           | 41° 38′ 00″ N, 1° 52′ 03″ E / 41.633234°N,1.867626°E | IPA-35025     | Carregueu una nova foto d'aquest monument |
| Primeres construccions de la Colònia Burés         | BCIL 1985   |                            | Castellbell i el Vilar Pl. petita de Lluís Burés - av. del Pare Claret                                  | 41° 38′ 22″ N, 1° 51′ 26″ E / 41.639444°N,1.857222°E | IPA-35026     | Primeres construccions de la Colònia Burés (Castellbell i el Vilar) · Vegeu més fotos d'aquest monument · Carregueu una nova foto d'aquest monument        |
| Primeres construccions de la Colònia Borràs        | BCIL 1985   | XIX-XX                     | Castellbell i el Vilar C. de Joaquim Borràs, 37-53 - pl. de Valentí Puig                                | 41° 37′ 47″ N, 1° 51′ 35″ E / 41.629722°N,1.859722°E | IPA-35027     | Primeres construccions de la Colònia Borràs (Castellbell i el Vilar) · Modifica el valor a Wikidata · Carregueu una nova foto d'aquest monument            |
| Fàbrica i torre de l'Amo de la Bauma               | BCIL 1985   | Modernisme XIX-XX          | Castellbell i el Vilar C. de la Bauma                                                                   | 41° 37′ 19″ N, 1° 52′ 01″ E / 41.622039°N,1.866839°E | IPA-35028     | Fàbrica i torre de l'Amo de la Bauma (Castellbell i el Vilar) · Vegeu més fotos d'aquest monument · Carregueu una nova foto d'aquest monument              |
| Cal Guixà, Can Guixis                              | BCIL 1985   | Modernisme XX              | Castellbell i el Vilar C. de la Riera, 1                                                                | 41° 37′ 17″ N, 1° 51′ 58″ E / 41.621521°N,1.866147°E | IPA-35029     | Carregueu una nova foto d'aquest monument |
| Can Forrellat                                      | BCIL 1985   | Eclecticisme XIX-XX        | Castellbell i el Vilar C. Sant Geroni, 17                                                               | 41° 37′ 43″ N, 1° 51′ 52″ E / 41.628727°N,1.864563°E | IPA-35030     | Carregueu una nova foto d'aquest monument |
| Casino Borràs                                      | BCIL 1985   | Noucentisme XX             | Castellbell i el Vilar                                                                                  | 41° 37′ 45″ N, 1° 51′ 40″ E / 41.629066°N,1.861086°E | IPA-35031     | Carregueu una nova foto d'aquest monument |
| Can Genovés                                        | BCIL 1985   |                            | Castellbell i el Vilar Al costat oriental del Bosc del Genovés                                          | 41° 37′ 58″ N, 1° 51′ 31″ E / 41.632651°N,1.858498°E | IPA-35033     | Carregueu una nova foto d'aquest monument |
| Can Puig, Masia Puig                               | BCIL 1985   | XVI                        | Castellbell i el Vilar C. del Vilar                                                                     | 41° 37′ 59″ N, 1° 51′ 48″ E / 41.63307°N,1.86338°E   | IPA-35034     | Carregueu una nova foto d'aquest monument |
| Pont de l'antic cremallera                         |             | Obra popular               | Castellbell i el Vilar                                                                                  | 41° 37′ 16″ N, 1° 51′ 57″ E / 41.62105°N,1.86584°E   | IPA-36849     | Pont de l'antic cremallera (Castellbell i el Vilar) · Vegeu més fotos d'aquest monument · Carregueu una nova foto d'aquest monument                        |

## Castellfollit del Boix
Vegeu la llista de monuments de Castellfollit del Boix

## Castellgalí
| Monument                                                  | Protecció   | Estil/època                           | Localització                                                                   | Coordenades                                          | Codi?         | Imatge |
| --------------------------------------------------------- | ----------- | ------------------------------------- | ------------------------------------------------------------------------------ | ---------------------------------------------------- | ------------- | --- |
| Castell de Castellgalí                                    | BCIN 656-MH | Medieval                              | Castellgalí Turó del Castell, a 200 m a llevant del poble, sobre cal Casajoana | 41° 40′ 42″ N, 1° 50′ 39″ E / 41.678456°N,1.844229°E | RI-51-0005363 | Castell de Castellgalí (Castellgalí) · Vegeu més fotos d'aquest monument · Carregueu una nova foto d'aquest monument                          |
| La Torre del Breny, o Torre dels Dimonis                  | BCIL 2014   | Romà                                  | Castellgalí Dins una rotonda a l'av. de Roma                                   | 41° 40′ 41″ N, 1° 51′ 17″ E / 41.678111°N,1.854710°E | IPA-16421     | La Torre del Breny (Castellgalí) · Vegeu més fotos d'aquest monument · Carregueu una nova foto d'aquest monument                              |
| L'Exedra                                                  |             | Romà III                              | Castellgalí Boades                                                             | 41° 41′ 09″ N, 1° 51′ 36″ E / 41.685747°N,1.859957°E | IPA-16423     | L'Exedra (Castellgalí) · Modifica el valor a Wikidata · Carregueu una nova foto d'aquest monument                                             |
| Ruïnes de l'església de Santa Margarida del Pla o del Mon |             | Barroc, obra popular XIII-XVIII       | Castellgalí Vall d'Artigues, camí de Santa Margarida                           | 41° 40′ 31″ N, 1° 49′ 11″ E / 41.675378°N,1.819595°E | IPA-16424     | Ruïnes de l'església de Santa Margarida del Pla (Castellgalí) · Vegeu més fotos d'aquest monument · Carregueu una nova foto d'aquest monument |
| Can Pla                                                   |             | Obra popular XVIII-XIX                | Castellgalí Pla del camí, urbanització Mas Planoi                              | 41° 40′ 21″ N, 1° 50′ 36″ E / 41.672521°N,1.843301°E | IPA-16425     | Carregueu una nova foto d'aquest monument |
| Can Mas                                                   |             | Obra popular XVIII-XIX                | Castellgalí Raval dels Torrents                                                | 41° 40′ 45″ N, 1° 50′ 01″ E / 41.679159°N,1.833510°E | IPA-16426     | Carregueu una nova foto d'aquest monument |
| Ca l'Amigant, antic Hostal cafè de Castellgalí            | BCIL 2001   | Obra popular XVI-XVII                 | Castellgalí                                                                    | 41° 40′ 35″ N, 1° 50′ 22″ E / 41.676390°N,1.839363°E | IPA-16427     | Ca l'Amigant (Castellgalí) · Vegeu més fotos d'aquest monument · Carregueu una nova foto d'aquest monument                                    |
| Cal Casajoana                                             |             | Obra popular XVII-XIX, XX             | Castellgalí Sota el turó del Castell                                           | 41° 40′ 39″ N, 1° 50′ 24″ E / 41.677549°N,1.839991°E | IPA-16428     | Cal Casajoana (Castellgalí) · Modifica el valor a Wikidata · Carregueu una nova foto d'aquest monument                                        |
| Can Font de Cirerencs                                     |             | Obra popular, modernisme XVII-XIX, XX | Castellgalí Ctra. d'Abrera a Manresa, km 22,6                                  | 41° 41′ 17″ N, 1° 50′ 27″ E / 41.688104°N,1.840763°E | IPA-16429     | Can Font de Cirerencs (Castellgalí) · Vegeu més fotos d'aquest monument · Carregueu una nova foto d'aquest monument                           |
| Mas Planoi                                                |             | Obra popular XVII-XIX                 | Castellgalí Urbanització Mas Planoi                                            | 41° 40′ 09″ N, 1° 50′ 20″ E / 41.669163°N,1.838988°E | IPA-16430     | Carregueu una nova foto d'aquest monument |
| Cal Ferreró                                               |             | Obra popular XVIII                    | Castellgalí C. Montserrat, 13                                                  | 41° 40′ 24″ N, 1° 50′ 21″ E / 41.673371°N,1.839165°E | IPA-16431     | Carregueu una nova foto d'aquest monument |
| Can Flaquer de la Vall                                    |             | Obra popular Medieval, XVIII          | Castellgalí Vall d'Artigues, camí a Marganell                                  | 41° 39′ 57″ N, 1° 47′ 59″ E / 41.665824°N,1.799758°E | IPA-16432     | Carregueu una nova foto d'aquest monument |
| Can Vilomara                                              |             | Obra popular XIX                      | Castellgalí Prop de Santa Maria del Pla                                        | 41° 40′ 18″ N, 1° 48′ 14″ E / 41.671785°N,1.80396°E  | IPA-16434     | Can Vilomara (Castellgalí) · Vegeu més fotos d'aquest monument · Carregueu una nova foto d'aquest monument                                    |
| Església de Santa Maria del Castell                       |             | Romànic XI-XII                        | Castellgalí Dins del recinte del castell de Castellgalí                        | 41° 40′ 42″ N, 1° 50′ 25″ E / 41.678418°N,1.840348°E | IPA-16435     | Església de Santa Maria del Castell (Castellgalí) · Vegeu més fotos d'aquest monument · Carregueu una nova foto d'aquest monument             |
| Església parroquial de Sant Miquel                        |             | Gòtic tardà, historicisme XVII, XIX   | Castellgalí C. Sant Antoni, 1                                                  | 41° 40′ 34″ N, 1° 50′ 22″ E / 41.676175°N,1.839415°E | IPA-16436     | Església parroquial de Sant Miquel (Castellgalí) · Vegeu més fotos d'aquest monument · Carregueu una nova foto d'aquest monument              |
| Creu de terme del pla de la Creu                          |             | XX Mitjan                             | Castellgalí Camí de Sta. Margarida i el Talló                                  | 41° 40′ 31″ N, 1° 49′ 47″ E / 41.67533°N,1.829855°E  | IPA-30670     | Creu de terme del pla de la Creu (Castellgalí) · Vegeu més fotos d'aquest monument · Carregueu una nova foto d'aquest monument                |
| Creu de terme del cementiri                               |             | XIX Final                             | Castellgalí Cementiri municipal                                                | 41° 40′ 41″ N, 1° 50′ 33″ E / 41.677988°N,1.842410°E | IPA-30710     | Creu de terme del cementiri (Castellgalí) · Vegeu més fotos d'aquest monument · Carregueu una nova foto d'aquest monument                     |
| Companyia Fabril de Carbons Elèctrics, o els Carburos     |             | XIX Final                             | Castellgalí Raval de Boades, Polígon els Carburos                              | 41° 41′ 30″ N, 1° 51′ 37″ E / 41.691713°N,1.860309°E | IPA-30891     | Companyia Fabril de Carbons Elèctrics (Castellgalí) · Vegeu més fotos d'aquest monument · Carregueu una nova foto d'aquest monument           |
| Pont dels Ferrocarrils Catalans                           |             | Arquitectura del ferro XX (1924)      | Castellgalí Raval de Boades, km 55                                             | 41° 41′ 26″ N, 1° 51′ 14″ E / 41.690443°N,1.853926°E | IPA-30896     | Pont dels Ferrocarrils Catalans (Castellgalí) · Vegeu més fotos d'aquest monument · Carregueu una nova foto d'aquest monument                 |

## Castellnou de Bages
| Monument                                                      | Protecció   | Estil/època                   | Localització                                                                                      | Coordenades                                          | Codi?         | Imatge |
| ------------------------------------------------------------- | ----------- | ----------------------------- | ------------------------------------------------------------------------------------------------- | ---------------------------------------------------- | ------------- | --- |
| Torre de Castellnou de Bages, Torre dels Moros                | BCIN 657-MH | Romànic XI-XII                | Castellnou de Bages Camí de Castellnou a Balsareny, poc després de la urbanització de La Figuera. | 41° 51′ 04″ N, 1° 49′ 48″ E / 41.851038°N,1.830032°E | RI-51-0005364 | Torre de Castellnou de Bages · Vegeu més fotos d'aquest monument · Carregueu una nova foto d'aquest monument                                   |
| Església de Sant Salvador de Torre Abadal, o Torre dels Moros |             | Obra popular XI-XII, XVII, XX | Castellnou de Bages El Serrat                                                                     | 41° 48′ 29″ N, 1° 50′ 00″ E / 41.807954°N,1.833380°E | IPA-16442     | Carregueu una nova foto d'aquest monument |
| Capella de Santa Margarida de Viladepost                      |             | Romànic XIII                  | Castellnou de Bages Argençola, ctra. Balsareny-Súria, km 51 trencall mà esquerra                  | 41° 52′ 05″ N, 1° 48′ 11″ E / 41.868050°N,1.803116°E | IPA-16443     | Capella de Santa Margarida de Viladepost (Castellnou de Bages) · Vegeu més fotos d'aquest monument · Carregueu una nova foto d'aquest monument |
| Església de Sant Andreu de Castellnou                         |             | Romànic XI, XVI-XVII          | Castellnou de Bages Pl. de l'Església                                                             | 41° 50′ 03″ N, 1° 50′ 14″ E / 41.834158°N,1.837275°E | IPA-16444     | Església de Sant Andreu de Castellnou (Castellnou de Bages) · Vegeu més fotos d'aquest monument · Carregueu una nova foto d'aquest monument    |

## Fonollosa
| Monument                                                       | Protecció   | Estil/època                      | Localització                                                         | Coordenades                                          | Codi?         | Imatge |
| -------------------------------------------------------------- | ----------- | -------------------------------- | -------------------------------------------------------------------- | ---------------------------------------------------- | ------------- | --- |
| Castell de Fals, o les Torres de Fals                          | BCIN 855-MH | Romànic XI, XIII-XIV             | Fonollosa Fals                                                       | 41° 45′ 24″ N, 1° 44′ 07″ E / 41.756736°N,1.735182°E | RI-51-0005476 | Castell de Fals (Fonollosa) · Vegeu més fotos d'aquest monument · Carregueu una nova foto d'aquest monument                            |
| La Torre, la Torre Sagimona                                    | BCIN 856-MH | XII                              | Fonollosa Mas la Torre. Fals                                         | 41° 44′ 43″ N, 1° 43′ 29″ E / 41.74524°N,1.724845°E  | RI-51-0005477 | La Torre (Fonollosa) · Vegeu més fotos d'aquest monument · Carregueu una nova foto d'aquest monument                                   |
| Església parroquial de Santa Creu de Fonollosa                 |             | Renaixement, barroc XVII         | Fonollosa Pl. Església                                               | 41° 45′ 48″ N, 1° 40′ 09″ E / 41.763287°N,1.669044°E | IPA-16477     | Església parroquial de Santa Creu de Fonollosa · Vegeu més fotos d'aquest monument · Carregueu una nova foto d'aquest monument         |
| La Vall                                                        |             | Obra popular XVII                | Fonollosa Ctra. BV-3008, km 15,7                                     | 41° 45′ 28″ N, 1° 38′ 58″ E / 41.757870°N,1.649417°E | IPA-16478     | La Vall (Fonollosa) · Vegeu més fotos d'aquest monument · Carregueu una nova foto d'aquest monument                                    |
| Església parroquial de Sant Vicenç de Fals                     |             | Barroc, obra popular XVII        | Fonollosa Castell de Fals                                            | 41° 45′ 25″ N, 1° 44′ 08″ E / 41.756842°N,1.735527°E | IPA-16479     | Església parroquial de Sant Vicenç de Fals (Fonollosa) · Vegeu més fotos d'aquest monument · Carregueu una nova foto d'aquest monument |
| Can Massana                                                    |             | Obra popular XVII                | Fonollosa Ctra. Rajadell, km 3,6. Castell de Fals                    | 41° 45′ 16″ N, 1° 44′ 01″ E / 41.754414°N,1.733482°E | IPA-16480     | Can Massana (Fonollosa) · Vegeu més fotos d'aquest monument · Carregueu una nova foto d'aquest monument                                |
| Capella de Sant Andreu de Comallonga                           |             | Romànic XIII                     | Fonollosa Ctra. de Callús a Castelladral, km 10, Mas Comallonga      | 41° 47′ 08″ N, 1° 42′ 35″ E / 41.785628°N,1.709678°E | IPA-16481     | Capella de Sant Andreu de Comallonga (Fonollosa) · Vegeu més fotos d'aquest monument · Carregueu una nova foto d'aquest monument       |
| Creu de terme de Fals                                          |             | Gòtic XV                         | Fonollosa Ctra. de Rajadell, km 3,25 camí a Fals                     | 41° 45′ 02″ N, 1° 43′ 23″ E / 41.750643°N,1.723080°E | IPA-16482     | Creu de terme de Fals (Fonollosa) · Vegeu més fotos d'aquest monument · Carregueu una nova foto d'aquest monument                      |
| Jaumandreu                                                     |             | Obra popular XVII                | Fonollosa Urb. Canet de Fals                                         | 41° 46′ 26″ N, 1° 45′ 19″ E / 41.773892°N,1.755405°E | IPA-16484     | Mas Jaumandreu (Fonollosa) · Vegeu més fotos d'aquest monument · Carregueu una nova foto d'aquest monument                             |
| Església de Sant Joan de Jaumandreu                            |             | Renaixement XVII                 | Fonollosa Canet de Fals                                              | 41° 46′ 19″ N, 1° 45′ 14″ E / 41.771860°N,1.754025°E | IPA-16485     | Església de Sant Joan de Jaumandreu (Fonollosa) · Vegeu més fotos d'aquest monument · Carregueu una nova foto d'aquest monument        |
| Església de Santa Maria de Camps                               |             | Barroc, obra popular XV          | Fonollosa Veïnat de Camps                                            | 41° 46′ 38″ N, 1° 41′ 03″ E / 41.777323°N,1.684240°E | IPA-16487     | Església de Santa Maria de Camps (Fonollosa) · Vegeu més fotos d'aquest monument · Carregueu una nova foto d'aquest monument           |
| Cal Coma                                                       |             | Obra popular XVIII               | Fonollosa Pl. de l'Església de Camps                                 | 41° 46′ 39″ N, 1° 41′ 03″ E / 41.777531°N,1.684259°E | IPA-16490     | Cal Coma (Fonollosa) · Vegeu més fotos d'aquest monument · Carregueu una nova foto d'aquest monument                                   |
| Ruïnes de l'església de Sant Esteve de Camps                   |             | Romànic XII                      | Fonollosa A llevant del cementiri de Camps                           | 41° 46′ 58″ N, 1° 41′ 25″ E / 41.782718°N,1.690212°E | IPA-16491     | Carregueu una nova foto d'aquest monument                                                                                              |
| La Pabordia de Caselles                                        |             | Obra popular, romànic XIII, XVII | Fonollosa Ctra. Manresa-Calaf, km 13,5 camí a mà dreta a Camps       | 41° 46′ 06″ N, 1° 40′ 49″ E / 41.768421°N,1.680197°E | IPA-16494     | La Pabordia de Caselles (Fonollosa) · Vegeu més fotos d'aquest monument · Carregueu una nova foto d'aquest monument                    |
| Capella de Santa Maria del Grau                                |             | Preromànic, romànic X            | Fonollosa Ctra. de Rajadell, km 3, Mas el Grauet                     | 41° 45′ 00″ N, 1° 42′ 32″ E / 41.750041°N,1.708779°E | IPA-16496     | Capella de Santa Maria del Grau (Fonollosa) · Vegeu més fotos d'aquest monument · Carregueu una nova foto d'aquest monument            |
| El Grauet                                                      |             | Obra popular XVIII               | Fonollosa El Grau de Fals                                            | 41° 45′ 01″ N, 1° 42′ 32″ E / 41.750403°N,1.708868°E | IPA-16497     | Mas el Grauet (Fonollosa) · Vegeu més fotos d'aquest monument · Carregueu una nova foto d'aquest monument                              |
| Pontet i aqüeducte                                             |             | Obra popular XVIII               | Fonollosa                                                            | 41° 45′ 52″ N, 1° 40′ 31″ E / 41.764499°N,1.675382°E | IPA-36854     | Pontet i aqüeducte (Fonollosa) · Vegeu més fotos d'aquest monument · Carregueu una nova foto d'aquest monument                         |
| Pont de la carretera a Camps                                   |             | Obra popular XVII                | Fonollosa                                                            | 41° 45′ 50″ N, 1° 40′ 33″ E / 41.763822°N,1.675769°E | IPA-36855     | Pont de la carretera a Camps (Fonollosa) · Vegeu més fotos d'aquest monument · Carregueu una nova foto d'aquest monument               |
| Pont de la Fassina                                             |             | Obra popular XVII                | Fonollosa Riera de la Fonollosa                                      |                                                      | IPA-36856     | Carregueu una nova foto d'aquest monument                                                                                              |
| Molí de Boixeda                                                |             | Obra popular                     | Fonollosa Fals. Esquerra de la riera de Fonollosa                    | 41° 45′ 47″ N, 1° 43′ 47″ E / 41.763071°N,1.729856°E | IPA-37066     | Molí de Boixeda (Fonollosa) · Vegeu més fotos d'aquest monument · Carregueu una nova foto d'aquest monument                            |
| Molí de Centells de Baix                                       |             | Obra popular                     | Fonollosa Esquerra de la riera de Fonollosa                          |                                                      | IPA-37067     | Carregueu una nova foto d'aquest monument                                                                                              |
| Molí del Mestre Valentí, o Molí de Centells de Dalt, Molí Vell |             | Obra popular                     | Fonollosa Esquerra de la riera de Fonollosa, casa del Mestre Valentí | 41° 45′ 38″ N, 1° 40′ 45″ E / 41.760693°N,1.679142°E | IPA-37068     | Carregueu una nova foto d'aquest monument                                                                                              |
| Molí de Fals                                                   |             | Obra popular                     | Fonollosa Fals. Esquerra de la riera de Fonollosa                    | 41° 45′ 30″ N, 1° 44′ 04″ E / 41.758288°N,1.734344°E | IPA-37069     | Molí de Fals (Fonollosa) · Vegeu més fotos d'aquest monument · Carregueu una nova foto d'aquest monument                               |

## Gaià
Vegeu la llista de monuments de Gaià

## Manresa
Vegeu la Llista de monuments de Manresa

## Marganell
| Monument                                | Protecció | Estil/època                               | Localització                                                                  | Coordenades                                          | Codi?     | Imatge |
| --------------------------------------- | --------- | ----------------------------------------- | ----------------------------------------------------------------------------- | ---------------------------------------------------- | --------- | --- |
| Església de Sant Esteve de Marganell    |           | Romànic, obra popular XI                  | Marganell Camí del Casot, ctra. Castellbell-Marganell, trencall a mà esquerra | 41° 38′ 24″ N, 1° 48′ 12″ E / 41.640111°N,1.803453°E | IPA-16668 | Església de Sant Esteve de Marganell · Vegeu més fotos d'aquest monument · Carregueu una nova foto d'aquest monument                |
| Església de Santa Cecília de Montserrat |           | Romànic XI                                | Marganell Ctra. de Can Maçana, km 6                                           | 41° 36′ 41″ N, 1° 49′ 01″ E / 41.611511°N,1.817064°E | IPA-16669 | Església de Santa Cecília de Montserrat (Marganell) · Vegeu més fotos d'aquest monument · Carregueu una nova foto d'aquest monument |
| Església de Sant Benet de Montserrat    |           | Obra popular Lluís Bonet i Garí XX (1954) | Marganell Colònia Puig                                                        | 41° 36′ 36″ N, 1° 49′ 37″ E / 41.609973°N,1.826885°E | IPA-16671 | Església de Sant Benet de Montserrat (Marganell) · Vegeu més fotos d'aquest monument · Carregueu una nova foto d'aquest monument    |
| Restes de l'aqüeducte de Cal Janet      |           | Obra popular XIX                          | Marganell Sobre la riera del Marganell, davant el nucli de Cal Janet          | 41° 38′ 24″ N, 1° 47′ 25″ E / 41.640108°N,1.790174°E | IPA-36860 | Carregueu una nova foto d'aquest monument                                                                                           |

## Monistrol de Montserrat
Vegeu la llista de monuments de Monistrol de Montserrat

## Mura
Vegeu la llista de monuments de Mura

## Navarcles
| Monument                                        | Protecció | Estil/època                                 | Localització                                                 | Coordenades                                          | Codi?     | Imatge |
| ----------------------------------------------- | --------- | ------------------------------------------- | ------------------------------------------------------------ | ---------------------------------------------------- | --------- | --- |
| Església parroquial de Santa Maria de Navarcles | BCIL 2007 | Barroc XVIII, XVII, XIX                     | Navarcles C. Ample - C. Verdaguer                            | 41° 45′ 07″ N, 1° 54′ 18″ E / 41.752015°N,1.904900°E | IPA-16832 | Església parroquial de Santa Maria de Navarcles · Vegeu més fotos d'aquest monument · Carregueu una nova foto d'aquest monument          |
| La Torre, o Ca la Xica                          |           | Obra popular XX                             | Navarcles Pl. Aguilar, 2                                     | 41° 45′ 11″ N, 1° 54′ 13″ E / 41.753128°N,1.903510°E | IPA-16835 | La Torre (Navarcles) · Vegeu més fotos d'aquest monument · Carregueu una nova foto d'aquest monument                                     |
| Mas Aguilar                                     | BCIL 2001 | Obra popular XVI-XVII                       | Navarcles Pl. Aguilar, 3                                     | 41° 45′ 12″ N, 1° 54′ 13″ E / 41.753220°N,1.903737°E | IPA-16836 | Mas Aguilar (Navarcles) · Vegeu més fotos d'aquest monument · Carregueu una nova foto d'aquest monument                                  |
| Ca la Madrona, o el Casal                       |           | Obra popular XVII                           | Navarcles C. Ample, 17                                       | 41° 45′ 08″ N, 1° 54′ 17″ E / 41.752167°N,1.904753°E | IPA-16837 | Ca la Madrona (Navarcles) · Vegeu més fotos d'aquest monument · Carregueu una nova foto d'aquest monument                                |
| Ajuntament de Navarcles                         |           | Modernisme Ignasi Oms i Ponsa XX (1912)     | Navarcles Pl. de la Vila, 1                                  | 41° 45′ 05″ N, 1° 54′ 13″ E / 41.751435°N,1.903587°E | IPA-16838 | Ajuntament de Navarcles · Vegeu més fotos d'aquest monument · Carregueu una nova foto d'aquest monument                                  |
| Cal Cura                                        |           | Noucentisme, monumentalisme academicista XX | Navarcles Pl. de la Vila, 8                                  | 41° 45′ 06″ N, 1° 54′ 14″ E / 41.751799°N,1.903929°E | IPA-16839 | Carregueu una nova foto d'aquest monument                                                                                                |
| Capella de Sant Bartomeu de Navarcles           |           | Romànic XII, XVII-XVIII                     | Navarcles C. Sant Bartomeu                                   | 41° 45′ 17″ N, 1° 54′ 21″ E / 41.754817°N,1.905887°E | IPA-16840 | Capella de Sant Bartomeu de Navarcles · Vegeu més fotos d'aquest monument · Carregueu una nova foto d'aquest monument                    |
| Llinda de la casa de la Plaça General Prim, 2   |           | Obra popular XVIII                          | Navarcles Pl. General Prim, 2, a la façana                   | 41° 45′ 06″ N, 1° 54′ 20″ E / 41.751752°N,1.905578°E | IPA-16841 | Llinda de la casa a la plaça General Prim, 2 (Navarcles) · Vegeu més fotos d'aquest monument · Carregueu una nova foto d'aquest monument |
| La Fàbrica del Riu                              |           | Obra popular XIX-XX                         | Navarcles C. Ubach                                           | 41° 44′ 55″ N, 1° 53′ 51″ E / 41.748566°N,1.897381°E | IPA-16842 | La Fàbrica del Riu (Navarcles) · Vegeu més fotos d'aquest monument · Carregueu una nova foto d'aquest monument                           |
| Antic escorxador, actual Tanatori de Navarcles  |           | Noucentisme Xavier Turull XX (1927)         | Navarcles C. Ubach                                           | 41° 44′ 58″ N, 1° 53′ 52″ E / 41.749579°N,1.897869°E | IPA-16843 | Antic escorxador (Navarcles) · Vegeu més fotos d'aquest monument · Carregueu una nova foto d'aquest monument                             |
| El Solervicens                                  |           | Obra popular XVI-XX                         | Navarcles                                                    | 41° 45′ 00″ N, 1° 55′ 03″ E / 41.749983°N,1.917575°E | IPA-16844 | El Solervicens (Navarcles) · Vegeu més fotos d'aquest monument · Carregueu una nova foto d'aquest monument                               |
| Colònia Galobard                                |           | Obra popular XIX-XX                         | Navarcles Ctra. N-141c de Manresa a Vic, poc abans del km 9. | 41° 45′ 55″ N, 1° 54′ 25″ E / 41.765401°N,1.90697°E  | IPA-16845 | Colònia Galobard (Navarcles) · Vegeu més fotos d'aquest monument · Carregueu una nova foto d'aquest monument                             |
| Pont Vell de Navarcles                          | BCIL 1985 | Obra popular XVIII                          | Navarcles i Sant Fruitós de Bages                            | 41° 45′ 14″ N, 1° 53′ 37″ E / 41.753861°N,1.893538°E | IPA-16846 | Pont Vell de Navarcles · Vegeu més fotos d'aquest monument · Carregueu una nova foto d'aquest monument                                   |
| Creu de terme, o la Creueta                     |           | Obra popular XX (1956)                      | Navarcles C. Creueta - av. Generalitat                       | 41° 44′ 57″ N, 1° 54′ 31″ E / 41.749034°N,1.908703°E | IPA-30714 | Creu de terme (Navarcles) · Vegeu més fotos d'aquest monument · Carregueu una nova foto d'aquest monument                                |

## Navàs
Vegeu la llista de monuments de Navàs

## El Pont de Vilomara i Rocafort
Vegeu la llista de monuments del Pont de Vilomara i Rocafort

## Rajadell
| Monument                                                | Protecció    | Estil/època                             | Localització                                                            | Coordenades                                          | Codi?         | Imatge |
| ------------------------------------------------------- | ------------ | --------------------------------------- | ----------------------------------------------------------------------- | ---------------------------------------------------- | ------------- | --- |
| Castell de Rajadell                                     | BCIN 1347-MH | XV-XVI                                  | Rajadell                                                                | 41° 43′ 43″ N, 1° 42′ 21″ E / 41.728611°N,1.705833°E | RI-51-0005614 | Castell de Rajadell · Vegeu més fotos d'aquest monument · Carregueu una nova foto d'aquest monument                                 |
| Carrer Major                                            |              | XIX                                     | Rajadell C. Major                                                       | 41° 43′ 40″ N, 1° 42′ 22″ E / 41.727758°N,1.706003°E | IPA-16894     | Carrer Major (Rajadell) · Vegeu més fotos d'aquest monument · Carregueu una nova foto d'aquest monument                             |
| Can Torres-Aimerich                                     |              | Obra popular XIX                        | Rajadell C. Major                                                       | 41° 43′ 42″ N, 1° 42′ 22″ E / 41.728336°N,1.706060°E | IPA-16895     | Can Torres-Aimerich (Rajadell) · Vegeu més fotos d'aquest monument · Carregueu una nova foto d'aquest monument                      |
| Església de Sant Iscle i Santa Victòria de Rajadell     |              | Romànic, gòtic tardà XVI-XVII, medieval | Rajadell Pl. de l'Església                                              | 41° 43′ 44″ N, 1° 42′ 23″ E / 41.728968°N,1.706318°E | IPA-16896     | Església de Sant Iscle i Santa Victòria de Rajadell · Vegeu més fotos d'aquest monument · Carregueu una nova foto d'aquest monument |
| Plaça de l'Església                                     |              | Obra popular XIX                        | Rajadell Pl. de l'Església                                              | 41° 43′ 43″ N, 1° 42′ 23″ E / 41.728736°N,1.706347°E | IPA-16899     | Plaça de l'Església (Rajadell) · Vegeu més fotos d'aquest monument · Carregueu una nova foto d'aquest monument                      |
| El Forn de Santa Llúcia                                 |              | Obra popular XVII-XVIII                 | Rajadell Camí cap a Monistrolet                                         | 41° 43′ 45″ N, 1° 42′ 46″ E / 41.729112°N,1.712719°E | IPA-16902     | El Forn de Santa Llúcia (Rajadell) · Vegeu més fotos d'aquest monument · Carregueu una nova foto d'aquest monument                  |
| Església de Santa Llúcia de Rajadell o del Mas del Forn |              | Romànic, gòtic, obra popular XIII-XIV   | Rajadell Mas Forn                                                       | 41° 43′ 45″ N, 1° 42′ 47″ E / 41.729153°N,1.712961°E | IPA-16903     | Església de Santa Llúcia de Rajadell · Vegeu més fotos d'aquest monument · Carregueu una nova foto d'aquest monument                |
| El Peric                                                |              | Obra popular XVIII                      | Rajadell Ctra. Rajadell a Aguilar de Segarra                            | 41° 44′ 14″ N, 1° 41′ 28″ E / 41.737215°N,1.691240°E | IPA-16904     | Mas el Peric (Rajadell) · Vegeu més fotos d'aquest monument · Carregueu una nova foto d'aquest monument                             |
| Cal Miralles                                            |              | Obra popular XVIII-XX                   | Rajadell Prop del Forn de Sta. Llúcia. Pista de Rajadell a Monistrolet. | 41° 43′ 54″ N, 1° 43′ 02″ E / 41.731661°N,1.717228°E | IPA-16906     | Cal Miralles (Rajadell) · Vegeu més fotos d'aquest monument · Carregueu una nova foto d'aquest monument                             |
| Mas l'Oliver                                            |              | Obra popular XVIII                      | Rajadell Torrent de Can Torra i Valldòria                               | 41° 42′ 48″ N, 1° 41′ 36″ E / 41.713451°N,1.693410°E | IPA-16907     | Mas l'Oliver (Rajadell) · Vegeu més fotos d'aquest monument · Carregueu una nova foto d'aquest monument                             |
| Ruïnes de l'església de Sant Simeó de Centelles         |              | Romànic XII                             | Rajadell Al sud del mas Centelles                                       | 41° 44′ 53″ N, 1° 39′ 55″ E / 41.748115°N,1.665377°E | IPA-16909     | Església de Sant Simeó de Centelles (Rajadell) · Vegeu més fotos d'aquest monument · Carregueu una nova foto d'aquest monument      |
| Capella de Sant Miquel de Cirera                        |              | Barroc XVII                             | Rajadell Masia Can Massana                                              | 41° 42′ 41″ N, 1° 43′ 29″ E / 41.711445°N,1.724739°E | IPA-16910     | Capella de Sant Miquel de Cirera (Rajadell) · Vegeu més fotos d'aquest monument · Carregueu una nova foto d'aquest monument         |
| Església de Sant Amanç de Viladés o de Rajadell         |              | Romànic XII                             | Rajadell Ctra. de Rajadell a Calaf                                      | 41° 44′ 03″ N, 1° 40′ 40″ E / 41.734247°N,1.677844°E | IPA-16912     | Església de Sant Amanç de Viladés · Vegeu més fotos d'aquest monument · Carregueu una nova foto d'aquest monument                   |
| Molí de cal Ferrer                                      |              | Obra popular                            | Rajadell Esquerra de la riera de Rajadell                               | 41° 43′ 47″ N, 1° 42′ 29″ E / 41.729777°N,1.708003°E | IPA-37070     | Molí de cal Ferrer (Rajadell) · Vegeu més fotos d'aquest monument · Carregueu una nova foto d'aquest monument                       |
| Molí de Santemans, o Molí de Can Vilader                |              | Obra popular                            | Rajadell Dreta de la riera d'Aguilar                                    |                                                      | IPA-37071     | Carregueu una nova foto d'aquest monument                                                                                           |
| Església de Sant Salvador de Vallformosa                |              | Obra popular XIX                        | Rajadell Als afores de la vila                                          | 41° 42′ 51″ N, 1° 45′ 47″ E / 41.71415°N,1.76292°E   | IPA-38430     | Església de Sant Salvador de Vallformosa (Rajadell) · Vegeu més fotos d'aquest monument · Carregueu una nova foto d'aquest monument |
| Can Massana                                             |              | Obra popular, barroc XVIII              | Rajadell                                                                | 41° 42′ 41″ N, 1° 43′ 28″ E / 41.711285°N,1.724370°E | IPA-16911     | Can Massana (Rajadell) · Vegeu més fotos d'aquest monument · Carregueu una nova foto d'aquest monument                              |
| Església de Santa Maria de Monistrol                    |              | Obra popular                            | Rajadell Camí de Rajadell a Monistrol seguint la riera de Rajadell      | 41° 43′ 47″ N, 1° 45′ 37″ E / 41.729599°N,1.760187°E | IPA-16908     | Església de Santa Maria de Monistrol (Rajadell) · Vegeu més fotos d'aquest monument · Carregueu una nova foto d'aquest monument     |
| Can Viladés                                             |              | Obra popular XII-XVI, XVII-XVIII        | Rajadell Ctra. de Rajadell a Aguilar                                    | 41° 44′ 04″ N, 1° 40′ 39″ E / 41.734522°N,1.677628°E | IPA-16913     | Mas de can Viladés (Rajadell) · Vegeu més fotos d'aquest monument · Carregueu una nova foto d'aquest monument                       |

## Sallent
Vegeu la llista de monuments de Sallent

## Sant Feliu Sasserra
Vegeu la llista de monuments de Sant Feliu Sasserra.

## Sant Fruitós de Bages
Vegeu la llista de monuments de Sant Fruitós de Bages

## Sant Joan de Vilatorrada
| Monument                                                                    | Protecció   | Estil/època                          | Localització                                                                                         | Coordenades                                          | Codi?         | Imatge |
| --------------------------------------------------------------------------- | ----------- | ------------------------------------ | --- | ---------------------------------------------------- | ------------- | --- |
| Torre del telègraf, o Torre dels moros                                      | BCIN 585-MH | XIX                                  | Sant Joan de Vilatorrada Sant Martí de Torroella                                                     | 41° 46′ 35″ N, 1° 47′ 26″ E / 41.776290°N,1.790467°E | RI-51-0005228 | Torre del telègraf (Sant Joan de Vilatorrada) · Vegeu més fotos d'aquest monument · Carregueu una nova foto d'aquest monument                                  |
| Església de Sant Joan de Vilatorrada                                        |             | Eclecticisme, obra popular XIX       | Sant Joan de Vilatorrada Pl. Església                                                                | 41° 44′ 36″ N, 1° 48′ 17″ E / 41.743225°N,1.804679°E | IPA-17079     | Església de Sant Joan de Vilatorrada · Vegeu més fotos d'aquest monument · Carregueu una nova foto d'aquest monument                                           |
| Església vella de Sant Joan de Vilatorrada                                  |             | Romànic, gòtic XIII-XIV              | Sant Joan de Vilatorrada C. de les Alzines fins al mas Sant Joan                                     | 41° 44′ 32″ N, 1° 48′ 10″ E / 41.742350°N,1.802796°E | IPA-17080     | Església vella de Sant Joan de Vilatorrada · Vegeu més fotos d'aquest monument · Carregueu una nova foto d'aquest monument                                     |
| Mas de Sant Joan                                                            | BCIL 2003   | Obra popular XVIII                   | Sant Joan de Vilatorrada C. de les Alzines cap al mas de Sant Joan                                   | 41° 44′ 33″ N, 1° 48′ 11″ E / 41.742435°N,1.803179°E | IPA-17081     | Mas de Sant Joan (Sant Joan de Vilatorrada) · Vegeu més fotos d'aquest monument · Carregueu una nova foto d'aquest monument                                    |
| Santuari de Santa Maria de Joncadella                                       | BCIL 2003   | Barroc, obra popular XVIII           | Sant Joan de Vilatorrada Sant Martí de Torroella, ctra. de Manresa a Solsona, km 10 pista a mà dreta | 41° 45′ 58″ N, 1° 47′ 41″ E / 41.766063°N,1.794836°E | IPA-17082     | Santuari de Santa Maria de Joncadella (Sant Joan de Vilatorrada) · Vegeu més fotos d'aquest monument · Carregueu una nova foto d'aquest monument               |
| Cova de Joncadella                                                          |             | Barroc XVIII                         | Sant Joan de Vilatorrada A ponent del Santuari de Joncadella, des de la creu mena un camí a la cova. | 41° 45′ 58″ N, 1° 47′ 41″ E / 41.766097°N,1.794667°E | IPA-17085     | Cova de Joncadella (Sant Joan de Vilatorrada) · Vegeu més fotos d'aquest monument · Carregueu una nova foto d'aquest monument                                  |
| Can Besora                                                                  |             | Obra popular XVI-XVIII               | Sant Joan de Vilatorrada Sant Martí de Torroella, ctra. de Manresa a Solsona, km 10 pista a mà dreta | 41° 45′ 52″ N, 1° 47′ 40″ E / 41.764492°N,1.794504°E | IPA-17086     | Can Besora (Sant Joan de Vilatorrada) · Vegeu més fotos d'aquest monument · Carregueu una nova foto d'aquest monument                                          |
| Església de Sant Martí de Torroella                                         | BCIL 2003   | Romànic, obra popular XII-XVIII, XIX | Sant Joan de Vilatorrada Sant Martí de Torroella, ctra. de Manresa-Solsona, km 6,8 pista mà dreta    | 41° 46′ 21″ N, 1° 47′ 24″ E / 41.772506°N,1.790035°E | IPA-17088     | Església de Sant Martí de Torroella (Sant Joan de Vilatorrada) · Vegeu més fotos d'aquest monument · Carregueu una nova foto d'aquest monument                 |
| Casa Gran                                                                   | BCIL 2003   | Obra popular, barroc XVII-XVIII      | Sant Joan de Vilatorrada A redós de l'església parroquial de Sant Martí de Torroella                 | 41° 46′ 22″ N, 1° 47′ 25″ E / 41.772713°N,1.790225°E | IPA-17091     | Casa Gran (Sant Joan de Vilatorrada) · Vegeu més fotos d'aquest monument · Carregueu una nova foto d'aquest monument                                           |
| Mas el Soler                                                                |             | Obra popular XVIII                   | Sant Joan de Vilatorrada Ctra. de Santpedor a Callús                                                 | 41° 46′ 42″ N, 1° 48′ 20″ E / 41.778321°N,1.805431°E | IPA-17215     | Mas el Soler (Sant Joan de Vilatorrada) · Vegeu més fotos d'aquest monument · Carregueu una nova foto d'aquest monument                                        |
| Masia de Vilatorrada                                                        | BCIL 2003   | XVII, XX                             | Sant Joan de Vilatorrada Bosc de Vilatorrada                                                         | 41° 44′ 54″ N, 1° 48′ 07″ E / 41.748202°N,1.802011°E | IPA-33838     | Masia de Vilatorrada (Sant Joan de Vilatorrada) · Vegeu més fotos d'aquest monument · Carregueu una nova foto d'aquest monument                                |
| Antiga Fàbrica de Gallifa i salt d'aigua                                    | BCIL 2003   | XX                                   | Sant Joan de Vilatorrada Pg. de Gallifa - pl. Major - c. de Lleida                                   | 41° 44′ 38″ N, 1° 48′ 26″ E / 41.743962°N,1.807186°E | IPA-33839     | Antiga Fàbrica de Gallifa (Sant Joan de Vilatorrada) · Vegeu més fotos d'aquest monument · Carregueu una nova foto d'aquest monument                           |
| Mas Llobet                                                                  | BCIL 2003   | XVII-XX                              | Sant Joan de Vilatorrada C. de l'Aurora Bertran - av. del Torrent del Canigó - c. Pare Torra         | 41° 44′ 28″ N, 1° 48′ 02″ E / 41.740982°N,1.800627°E | IPA-33840     | Mas Llobet (Sant Joan de Vilatorrada) · Vegeu més fotos d'aquest monument · Carregueu una nova foto d'aquest monument                                          |
| Pont dels Ferrocarrils sobre la riera de Joncadella, Viaducte de Joncadella | BCIL 2003   |                                      | Sant Joan de Vilatorrada Entre el Bosc de la Casa Gran i el Bosc de Besora                           | 41° 46′ 04″ N, 1° 47′ 47″ E / 41.767815°N,1.796408°E | IPA-33841     | Pont dels Ferrocarrils sobre la riera de Joncadella (Sant Joan de Vilatorrada) · Vegeu més fotos d'aquest monument · Carregueu una nova foto d'aquest monument |

## Sant Mateu de Bages
Vegeu la llista de monuments de Sant Mateu de Bages

## Sant Salvador de Guardiola
| Monument                                        | Protecció    | Estil/època                            | Localització                                               | Coordenades                                          | Codi?         | Imatge |
| ----------------------------------------------- | ------------ | -------------------------------------- | ---------------------------------------------------------- | ---------------------------------------------------- | ------------- | --- |
| Castell de Guardiola                            | BCIN 1543-MH | XI-XII                                 | Sant Salvador de Guardiola Mas Can Miralda                 | 41° 40′ 17″ N, 1° 45′ 43″ E / 41.671278°N,1.761977°E | RI-51-0005680 | Castell de Guardiola (Sant Salvador de Guardiola) · Vegeu més fotos d'aquest monument · Carregueu una nova foto d'aquest monument                |
| Església de Sant Pere del Brunet, o de la Serra |              | Preromànic, romànic X, XI              | Sant Salvador de Guardiola Mas Brunet de Salelles          | 41° 40′ 02″ N, 1° 47′ 18″ E / 41.667086°N,1.788275°E | IPA-17136     | Carregueu una nova foto d'aquest monument |
| Torre d'en Brunet, Torre de la Guíxola          | BCIL 2014    | XIX                                    | Sant Salvador de Guardiola Coll de Can Massana             | 41° 40′ 25″ N, 1° 47′ 29″ E / 41.673497°N,1.791431°E | IPA-36846     | Torre d'en Brunet (Sant Salvador de Guardiola) · Vegeu més fotos d'aquest monument · Carregueu una nova foto d'aquest monument                   |
| Església de Sant Salvador de Guardiola          |              | Obra popular XVII                      | Sant Salvador de Guardiola Als afores del nucli de la vila | 41° 40′ 22″ N, 1° 45′ 53″ E / 41.67288°N,1.76482°E   | IPA-38432     | Església de Sant Salvador de Guardiola · Vegeu més fotos d'aquest monument · Carregueu una nova foto d'aquest monument                           |
| Capella de Nostra Senyora de Gràcia             |              | Obra popular, gòtic tardà XVI-XVII, XX | Sant Salvador de Guardiola Als afores del nucli de la vila | 41° 40′ 14″ N, 1° 45′ 45″ E / 41.67051°N,1.7625°E    | IPA-38434     | Capella de Nostra Senyora de Gràcia (Sant Salvador de Guardiola) · Vegeu més fotos d'aquest monument · Carregueu una nova foto d'aquest monument |
| Església de Sant Sadurní de Salelles            |              | Romànic XI, XVI-XVII                   | Sant Salvador de Guardiola Salelles                        | 41° 42′ 06″ N, 1° 47′ 10″ E / 41.701785°N,1.786052°E | IPA-17139     | Carregueu una nova foto d'aquest monument |

## Sant Vicenç de Castellet
| Monument                             | Protecció    | Estil/època             | Localització                                                                   | Coordenades                                          | Codi?         | Imatge |
| ------------------------------------ | ------------ | ----------------------- | ------------------------------------------------------------------------------ | ---------------------------------------------------- | ------------- | --- |
| Castell de Castellet                 | BCIN 1544-MH | XIII-XIV                | Sant Vicenç de Castellet Zona la Farinera                                      | 41° 39′ 50″ N, 1° 51′ 02″ E / 41.66375°N,1.850694°E  | RI-51-0005681 | Castell de Castellet (Sant Vicenç de Castellet) · Vegeu més fotos d'aquest monument · Carregueu una nova foto d'aquest monument                 |
| Les Vives                            |              | Obra popular XVII-XVIII | Sant Vicenç de Castellet Ctra. de Manresa a Abrera, passat pont de Sant Vicenç | 41° 39′ 43″ N, 1° 51′ 22″ E / 41.66202°N,1.856016°E  | IPA-17142     | Les Vives (Sant Vicenç de Castellet) · Vegeu més fotos d'aquest monument · Carregueu una nova foto d'aquest monument                            |
| Església de Sant Pere de Vallhonesta | BCIL 2011    | Romànic XI-XII          | Sant Vicenç de Castellet Ctra. de Sant Vicenç al Pont de Vilomara              | 41° 40′ 26″ N, 1° 53′ 16″ E / 41.673888°N,1.887773°E | IPA-17145     | Església de Sant Pere de Vallhonesta (Sant Vicenç de Castellet) · Vegeu més fotos d'aquest monument · Carregueu una nova foto d'aquest monument |
| Església de Sant Vicenç de Castellet |              | Obra popular XIX (1879) | Sant Vicenç de Castellet Dins el nucli de la vila                              | 41° 40′ 03″ N, 1° 51′ 52″ E / 41.667435°N,1.864389°E | IPA-38435     | Església de Sant Vicenç de Castellet · Vegeu més fotos d'aquest monument · Carregueu una nova foto d'aquest monument                            |
| Conjunt de Sant Jaume de Vallhonesta | BCIL 2011    | Obra popular            | Sant Vicenç de Castellet Sant Jaume de Vallhonesta. Zona Vallhonesta           | 41° 40′ 40″ N, 1° 54′ 09″ E / 41.677658°N,1.902389°E | IPA-40209     | Conjunt de Sant Jaume de Vallhonesta (Sant Vicenç de Castellet) · Vegeu més fotos d'aquest monument · Carregueu una nova foto d'aquest monument |
| Cal Campaner                         | BCIL 2011    | Obra popular            | Sant Vicenç de Castellet Vallhonesta                                           | 41° 40′ 25″ N, 1° 53′ 16″ E / 41.673716°N,1.887704°E | IPA-40210     | Cal Campaner (Sant Vicenç de Castellet) · Vegeu més fotos d'aquest monument · Carregueu una nova foto d'aquest monument                         |

## Santpedor
| Monument                                              | Protecció    | Estil/època                                | Localització                                                               | Coordenades                                          | Codi?         | Imatge |
| ----------------------------------------------------- | ------------ | ------------------------------------------ | -------------------------------------------------------------------------- | ---------------------------------------------------- | ------------- | --- |
| Murs i portals                                        | BCIN 1521-MH | XIV                                        | Santpedor                                                                  | 41° 47′ 08″ N, 1° 50′ 19″ E / 41.785427°N,1.8387°E   | RI-51-0005709 | Murs i portals (Santpedor) · Vegeu més fotos d'aquest monument · Carregueu una nova foto d'aquest monument                                        |
| Plaça Gran                                            |              | XVIII                                      | Santpedor Pl. Gran                                                         | 41° 46′ 59″ N, 1° 50′ 21″ E / 41.783044°N,1.839194°E | IPA-17197     | Plaça Gran (Santpedor) · Vegeu més fotos d'aquest monument · Carregueu una nova foto d'aquest monument                                            |
| Carrer del Born                                       |              | XVIII                                      | Santpedor C. del Born                                                      | 41° 47′ 00″ N, 1° 50′ 20″ E / 41.783294°N,1.838788°E | IPA-17198     | Carrer del Born (Santpedor) · Vegeu més fotos d'aquest monument · Carregueu una nova foto d'aquest monument                                       |
| Carrer de Santa Maria                                 |              | XIII-XVIII                                 | Santpedor C. Santa Maria                                                   | 41° 47′ 01″ N, 1° 50′ 22″ E / 41.78375°N,1.839419°E  | IPA-17199     | Carrer de Santa Maria (Santpedor) · Vegeu més fotos d'aquest monument · Carregueu una nova foto d'aquest monument                                 |
| Carrer dels Arcs                                      |              | XVIII                                      | Santpedor                                                                  | 41° 47′ 04″ N, 1° 50′ 18″ E / 41.784456°N,1.838308°E | IPA-17200     | Carrer dels Arcs (Santpedor) · Vegeu més fotos d'aquest monument · Carregueu una nova foto d'aquest monument                                      |
| Portal de Sant Francesc o de Cal Valeri               |              | XIV-XVIII                                  | Santpedor                                                                  | 41° 47′ 02″ N, 1° 50′ 16″ E / 41.783952°N,1.837734°E | IPA-17201     | Portal de Sant Francesc (Santpedor) · Vegeu més fotos d'aquest monument · Carregueu una nova foto d'aquest monument                               |
| Església parroquial de Sant Pere d'Or i Casa Rectoral |              | Gòtic tardà, romànic XII-XIII, XVI-XIX, XX | Santpedor Pl. de l'Església                                                | 41° 47′ 04″ N, 1° 50′ 21″ E / 41.784457°N,1.839069°E | IPA-17202     | Església parroquial de Sant Pere d'Or i Casa Rectoral (Santpedor) · Vegeu més fotos d'aquest monument · Carregueu una nova foto d'aquest monument |
| Portal de Berga, Portal de Cal Petet                  |              | XIV-XVIII                                  | Santpedor C. Berga                                                         | 41° 47′ 08″ N, 1° 50′ 19″ E / 41.785424°N,1.838633°E | IPA-17204     | Portal de Berga (Santpedor) · Vegeu més fotos d'aquest monument · Carregueu una nova foto d'aquest monument                                       |
| Convent de Sant Francesc                              | BCIL 2006    | Barroc XVII-XVIII                          | Santpedor C. del Convent                                                   | 41° 46′ 53″ N, 1° 50′ 25″ E / 41.781291°N,1.840313°E | IPA-17205     | Convent de Sant Francesc (Santpedor) · Vegeu més fotos d'aquest monument · Carregueu una nova foto d'aquest monument                              |
| Santuari de Santa Anna de Claret                      | BCIL 2012    | Barroc XVIII                               | Santpedor Santa Anna de Claret                                             | 41° 46′ 36″ N, 1° 51′ 39″ E / 41.77679°N,1.860923°E  | IPA-17206     | Santuari de Santa Anna de Claret (Santpedor) · Vegeu més fotos d'aquest monument · Carregueu una nova foto d'aquest monument                      |
| Cal Badal de Claret                                   |              | Obra popular XVII                          | Santpedor Santa Anna de Claret                                             | 41° 46′ 36″ N, 1° 51′ 38″ E / 41.776638°N,1.860644°E | IPA-17210     | Cal Badal de Claret (Santpedor) · Vegeu més fotos d'aquest monument · Carregueu una nova foto d'aquest monument                                   |
| Església de Sant Francesc                             |              | Romànic XIII-XVII                          | Santpedor Ctra. a Callús, prop trencall urbanització Mirador de Montserrat | 41° 46′ 37″ N, 1° 49′ 56″ E / 41.777082°N,1.832148°E | IPA-17213     | Església de Sant Francesc (Santpedor) · Vegeu més fotos d'aquest monument · Carregueu una nova foto d'aquest monument                             |
| Mas Lluçà, Casa Llussà, o Mas Llussà                  |              | Obra popular XVIII                         | Santpedor                                                                  | 41° 47′ 22″ N, 1° 51′ 21″ E / 41.789413°N,1.855946°E | IPA-17216     | Carregueu una nova foto d'aquest monument |
| Aqüeducte de la Séquia de Manresa                     |              |                                            | Santpedor A tocar del pont de la carretera                                 | 41° 46′ 44″ N, 1° 51′ 20″ E / 41.778803°N,1.855579°E | IPA-17217     | Vegeu més fotos d'aquest monument · Carregueu una nova foto d'aquest monument                                                                     |
| Església de Santa Maria de Claret                     | BCIL 2012    | Romànic, preromànic X-XI, XII              | Santpedor Santa Anna de Claret                                             | 41° 46′ 36″ N, 1° 51′ 39″ E / 41.776659°N,1.860902°E | IPA-31073     | Església de Santa Maria de Claret (Santpedor) · Vegeu més fotos d'aquest monument · Carregueu una nova foto d'aquest monument                     |
| Conjunt Casa Llissach o Cal Jorba                     | BCIL 2012    |                                            | Santpedor C. Llissach                                                      | 41° 47′ 03″ N, 1° 50′ 28″ E / 41.784191°N,1.841181°E | IPA-35560     | Conjunt Casa Llissach (Santpedor) · Vegeu més fotos d'aquest monument · Carregueu una nova foto d'aquest monument                                 |
| Celler de la Cooperativa Agrícola                     | BCIL 2012    | XX Inici                                   | Santpedor Pl. del Sindicat Agrícola, 2                                     | 41° 47′ 07″ N, 1° 50′ 35″ E / 41.785193°N,1.843014°E | IPA-40511     | Celler de la Cooperativa Agrícola (Santpedor) · Vegeu més fotos d'aquest monument · Carregueu una nova foto d'aquest monument                     |
| Font de les Escales i mines d'aigua                   | BCIL 2012    | Obra popular                               | Santpedor C. Clot de les Aigües - pl. de la Font                           | 41° 47′ 03″ N, 1° 50′ 24″ E / 41.784199°N,1.840018°E | IPA-41612     | Font de les Escales i mines d'aigua (Santpedor) · Vegeu més fotos d'aquest monument · Carregueu una nova foto d'aquest monument                   |
| Fàbrica de Cal Clarassó                               | BCIL 2012    | Obra popular XVIII                         | Santpedor C. Valls - c. Antoni Vila                                        | 41° 47′ 02″ N, 1° 50′ 17″ E / 41.783926°N,1.837946°E | IPA-41613     | Fàbrica de Cal Clarassó (Santpedor) · Vegeu més fotos d'aquest monument · Carregueu una nova foto d'aquest monument                               |
| Cal Bosch                                             | BCIL 2012    | Obra popular XVIII                         | Santpedor C. Santa Maria, 8                                                | 41° 47′ 01″ N, 1° 50′ 22″ E / 41.783606°N,1.83944°E  | IPA-41614     | Cal Bosch (Santpedor) · Vegeu més fotos d'aquest monument · Carregueu una nova foto d'aquest monument                                             |
| Cal Missals                                           | BCIL 2014    | XVIII-XIX                                  | Santpedor . Mura, 1- c. del Vall                                           | 41° 47′ 02″ N, 1° 50′ 20″ E / 41.783784°N,1.838782°E | IPA-42260     | Cal Missals (Santpedor) · Vegeu més fotos d'aquest monument · Carregueu una nova foto d'aquest monument                                           |

## Súria
Vegeu la llista de monuments de Súria

## Talamanca
| Monument                                             | Protecció    | Estil/època            | Localització                                                        | Coordenades                                          | Codi?         | Imatge |
| ---------------------------------------------------- | ------------ | ---------------------- | ------------------------------------------------------------------- | ---------------------------------------------------- | ------------- | --- |
| Castell de Talamanca                                 | BCIN 1590-MH | Medieval, XVIII        | Talamanca C. del Castell 12                                         | 41° 44′ 21″ N, 1° 58′ 35″ E / 41.739131°N,1.976397°E | RI-51-0005729 | Castell de Talamanca (Talamanca) · Vegeu més fotos d'aquest monument · Carregueu una nova foto d'aquest monument        |
| Església de Santa Maria de Talamanca                 |              | Romànic XII, XVIII     | Talamanca Pl. de l'Església                                         | 41° 44′ 17″ N, 1° 58′ 38″ E / 41.737991°N,1.977121°E | IPA-17240     | Església de Santa Maria de Talamanca · Vegeu més fotos d'aquest monument · Carregueu una nova foto d'aquest monument    |
| Ruïnes de la capella de Santa Magdalena de Talamanca |              | Romànic XIII-XIV       | Talamanca Ctra. Navarcles-Terrassa passat km 28,7, mà esquerra      | 41° 44′ 15″ N, 1° 56′ 26″ E / 41.737550°N,1.940439°E | IPA-17243     | Capella de Santa Magdalena de Talamanca · Vegeu més fotos d'aquest monument · Carregueu una nova foto d'aquest monument |
| Capella de la Concepció                              |              | Obra popular XVIII     | Talamanca Al costat del mas la Tatgera                              | 41° 44′ 12″ N, 1° 55′ 55″ E / 41.736653°N,1.932061°E | IPA-17244     | Capella de la Concepció (Talamanca) · Vegeu més fotos d'aquest monument · Carregueu una nova foto d'aquest monument     |
| Barraca de vinya                                     |              | Obra popular XIX       | Talamanca Ctra. Terrassa-Navarcles, km 30,5                         | 41° 44′ 26″ N, 1° 55′ 22″ E / 41.740564°N,1.922640°E | IPA-17245     | Carregueu una nova foto d'aquest monument                                                                               |
| Església de Sant Esteve de Vilarasa                  |              | Romànic XVII, XI       | Talamanca Davant del mas Vilarasa                                   | 41° 44′ 03″ N, 1° 54′ 27″ E / 41.734045°N,1.907574°E | IPA-17246     | Carregueu una nova foto d'aquest monument                                                                               |
| Mas Serra                                            |              | Obra popular XVII      | Talamanca Ctra. BV 1221 Terrassa-Navarcles, km 22 trencall esquerre | 41° 43′ 36″ N, 1° 59′ 00″ E / 41.726545°N,1.983398°E | IPA-17248     | Carregueu una nova foto d'aquest monument                                                                               |
| Tines de la Casa de les Tines                        | BCIL 2006    | Obra popular XVIII-XIX | Talamanca                                                           | 41° 43′ 42″ N, 1° 52′ 31″ E / 41.728258°N,1.875293°E | IPA-17249     | Carregueu una nova foto d'aquest monument                                                                               |
| Creu de l'Era                                        |              | Obra popular XVIII     | Talamanca Pl. de l'Era de la Creu                                   | 41° 44′ 12″ N, 1° 58′ 39″ E / 41.736743°N,1.977537°E | IPA-30760     | Creu de l'Era (Talamanca) · Vegeu més fotos d'aquest monument · Carregueu una nova foto d'aquest monument               |
| Mas de la Vila                                       |              | Obra popular XIV       | Talamanca                                                           | 41° 43′ 46″ N, 1° 57′ 17″ E / 41.729557°N,1.954686°E | IPA-30927     | Carregueu una nova foto d'aquest monument                                                                               |
| Mas del Molí Menut                                   |              | Obra popular XIII      | Talamanca                                                           | 41° 44′ 39″ N, 1° 58′ 39″ E / 41.744209°N,1.977455°E | IPA-30928     | Mas del Molí Menut (Talamanca) · Vegeu més fotos d'aquest monument · Carregueu una nova foto d'aquest monument          |
| Tines del pla de les Generes                         | BCIL 2006    | Obra popular XIX       | Talamanca Mas les Generes                                           | 41° 43′ 42″ N, 1° 53′ 16″ E / 41.728315°N,1.887712°E | IPA-36283     | Carregueu una nova foto d'aquest monument                                                                               |
| Tina del camí de les Generes I                       | BCIL 2006    | Obra popular XIX       | Talamanca Mas les Generes                                           | 41° 43′ 36″ N, 1° 53′ 21″ E / 41.7266°N,1.889149°E   | IPA-36284     | Carregueu una nova foto d'aquest monument                                                                               |
| Tina del camí de les Generes II                      | BCIL 2006    | Obra popular XIX Final | Talamanca Mas les Generes                                           | 41° 43′ 32″ N, 1° 53′ 15″ E / 41.725467°N,1.887509°E | IPA-36285     | Carregueu una nova foto d'aquest monument                                                                               |
| Tina la Solitària                                    | BCIL 2006    | Obra popular XIX       | Talamanca Camí Viladordis-Talamanca, km 6                           | 41° 43′ 31″ N, 1° 53′ 30″ E / 41.725381°N,1.891646°E | IPA-36286     | Tina la Solitària (Talamanca) · Vegeu més fotos d'aquest monument · Carregueu una nova foto d'aquest monument           |
| Tina la Transformada                                 | BCIL 2006    | Obra popular XIX       | Talamanca Camí Viladordis-Talamanca, km 6                           | 41° 43′ 32″ N, 1° 53′ 32″ E / 41.725640°N,1.892315°E | IPA-36287     | Carregueu una nova foto d'aquest monument                                                                               |
| Tina del Solei de les Generes                        | BCIL 2006    | Obra popular XIX       | Talamanca Solei de les Generes, mas les Generes                     | 41° 43′ 56″ N, 1° 53′ 44″ E / 41.732256°N,1.895676°E | IPA-36288     | Carregueu una nova foto d'aquest monument                                                                               |
| Tines del Llobregat, Tres Salts                      | BCIL 2006    | Obra popular XIX       | Talamanca Camí Viladordis-Talamanca, km 4                           | 41° 43′ 28″ N, 1° 52′ 40″ E / 41.724436°N,1.877776°E | IPA-36289     | Tines del Llobregat (Talamanca) · Vegeu més fotos d'aquest monument · Carregueu una nova foto d'aquest monument         |
| Tines de Ca n'Escaiola                               | BCIL 2006    | Obra popular XIX       | Talamanca Mas Escaiola, ctra. BV1221 Terrassa-Navarcles, km 28,7    | 41° 43′ 58″ N, 1° 55′ 55″ E / 41.732751°N,1.931813°E | IPA-36290     | Carregueu una nova foto d'aquest monument                                                                               |
| Tines de la Masia Sant Esteve                        | BCIL 2006    | Obra popular XVIII-XIX | Talamanca Mas Sant Esteve, ctra. BV1221 Terrassa-Navarcles, km 31,9 | 41° 43′ 51″ N, 1° 54′ 32″ E / 41.730708°N,1.908953°E | IPA-17247     | Carregueu una nova foto d'aquest monument                                                                               |
| Sínia del Mas de la Serra                            |              | Obra popular XIX       | Talamanca                                                           |                                                      | IPA-42187     | Carregueu una nova foto d'aquest monument                                                                               |